# Francisco del Rosario Sánchez
Francisco del Rosario Sánchez (Santo Domingo, 9 de marzo de 1817-San Juan de la Maguana, 4 de julio de 1861), fue un abogado, militar y político dominicano. Es considerado, junto a Juan Pablo Duarte Díez y Ramón Matías Mella Castillo, como uno de los Padres de la Patria de la República Dominicana.   
Tras el exilio de Duarte, Sánchez asumió el liderazgo del movimiento independentista, manteniendo correspondencia con él a través de sus familiares. Bajo su dirección, los dominicanos proclamaron la independencia el 27 de febrero de 1844, separándose de Haití. Aunque dirigió la . Proclamación en ausencia de Duarte, no asumió la presidencia interina del país, que recayó en Tomás Bobadilla como líder de la Junta Central Gubernativa. Sin embargo, sus ideas de un estado plenamente independiente encontraron una fuerte en oposición dentro del nuevo gobierno, especialmente por parte del sector conservador liderado por Pedro Santana.
Debido a su firme compromiso con la soberanía nacional, Sánchez sufrió persecución política, encarcelamiento, confiscación de sus bienes y exilio en varias islas del Caribe. En 1861, sus temores sobre la pérdida de la independencia se hicieron realidad cuando Pedro Santana lideró la anexión de la República Dominicana a España. Ante esta situación, Sánchez regresó al país para organizar una resistencia armada contra la anexión. Sin embargo, fue capturado por las fuerzas leales a Santana y ejecutado el 4 de julio de 1861 en San Juan de la Maguana.
Su muerte generó indignación entre los sectores que rechazaban la anexión y contribuyó a fortalecer el sentimiento patriótico que, dos años después, daría inicio a la Guerra de la Restauración (1863-1865), un movimiento independentista que culminó con la restauración de la soberanía dominicana en 1865.

## Origen familiar

### Primeros años
Sánchez nació el 9 de marzo de 1817 en la ciudad de Santo Domingo, durante el periodo de 12 años bastante conocido por los dominicanos como "España boba". Este período estuvo plagado de una crisis tanto económica como cultural, en vista del momento en el que Juan Sánchez Ramírez consiguió que la "Junta de Bondillo" a finales de 1808 decidiera volver a ser posesión española tras vencer al gobernador Jean-Louis Ferrand en la Batalla de Palo Hincado, quien aplicó el Tratado de Basilea en 1804, mediante el cual España previamente cedió la parte este de la Isla a Francia en 1795. España estaba bajo la invasión napoleónica, lo que impidió cumplir con los requerimientos de la colonia reconquistada.
Era hijo de Olaya del Rosario Belén (1791-1849), una mujer blanca en apariencia, hija de criollos procedentes de la villa de San Carlos y con posibles antepasados canarios. Está, a su vez, clasificada en el acta bautismal de su hijo como "parda libre", lo que confirma su origen mixto. Su padre fue Narciso Sánchez Ramona (1789-1869), de tez negra, que descendía mayoritariamente de esclavos. Por su diferente condición racial y socioeconómica (siendo la de su esposa Olaya, superior a la de él), tuvieron que casarse tras una autorización especial del alcalde de la ciudad.
Narciso heredó de su padre, Fernando Sánchez, la ocupación de administrador de hatos en la región este del país, donde se concentraba la producción ganadera. Este trabajo lo situaba en un punto intermedio entre los mundos urbano y rural, una posición común en aquella época. Muchos propietarios de hatos preferían residir en las ciudades y delegaban las labores administrativas a encargados. Tal fue el caso de Fernando Sánchez, quien, aunque vivía en Santo Domingo, pasaba gran parte de su tiempo inmerso en la vida montaraz de la ganadería.
Posteriormente, Fernando Sánchez adoptó la profesión de tablajero o comerciante de carnes, logrando cierto ascenso social. Según el historiador Ramón Lugo Lovatón, este progreso se debió a las relaciones que estableció con la clase blanca durante su trabajo como administrador de hatos. Esto permitió que su hijo Narciso accediera a un nivel educativo razonable para la época, aunque la familia no contaba con fortuna, como se evidencia en el testamento de Fernando Sánchez, donde se aclara que ni él ni su esposa aportaron bienes al matrimonio.
Con el tiempo, Fernando Sánchez mejoró su posición económica gracias a un terreno cercano a Los Alcarrizos que le fue donado por un amigo. Este predio se convirtió en un pequeño hato, situado cerca de los de los hermanos Pedro y Ramón Santana. Narciso tuvo once hermanos y hermanas, y su apellido definitivo fue Sánchez.
El padre de Narciso mantenía una postura pro-española, influenciada por los daños que los haitianos, desde 1801, habían causado a la ganadería y a sus propietarios, mayoritariamente blancos de la sociedad colonial. Esta diferencia política entre padre e hijo refleja el cambio de mentalidad que caracterizó a los jóvenes liberales fundadores de La Trinitaria.
Por su parte, la madre de Narciso era peluquera y fabricaba peines de concha de carey, desempeñando el oficio conocido en la época como "peinetero en concha".
La educación inicial de Francisco del Rosario Sánchez estuvo a cargo de su madre y de su tía, María Trinidad Sánchez. Desde temprana edad, mostró interés por las artes, aprendiendo a tocar varios instrumentos musicales junto con algunos de sus hermanos. Posteriormente, estudió inglés bajo la guía del maestro Mr. Groot y filosofía y latín con Nicolás Lugo. Además de la instrucción recibida en su entorno familiar, Sánchez fue un autodidacta, característica compartida con muchos de sus contemporáneos, ya que en ese periodo el país carecía de instituciones de educación superior.
Sánchez se formó también con el sacerdote peruano Gaspar Hernández, quien organizó un seminario de filosofía en el convento de Regina Angelorum. Esta influencia fue determinante en su desarrollo intelectual y en su compromiso patriótico. La cultura ocupó un lugar central en su vida, destacándose por su dedicación a la lectura de la Biblia y de autores clásicos griegos y romanos.
En algún momento, al igual que su madre, trabajó como peinetero en concha, fabricando peines de carey, un oficio común en la época. Además, acompañaba a su padre en las visitas a las propiedades ganaderas que este administraba cerca de Santo Domingo. Estas experiencias le permitieron relacionarse con personas de diversos estratos sociales, una interacción facilitada por las dinámicas sociales de su tiempo.
Sánchez era reconocido por su fino sentido del humor y su característica sonrisa, que solía estar siempre presente. Entre sus habilidades, destacaban la ejecución de varios instrumentos musicales, la declamación de poesía y su dominio de varios idiomas, incluyendo latín, inglés y francés.

### Casamientos

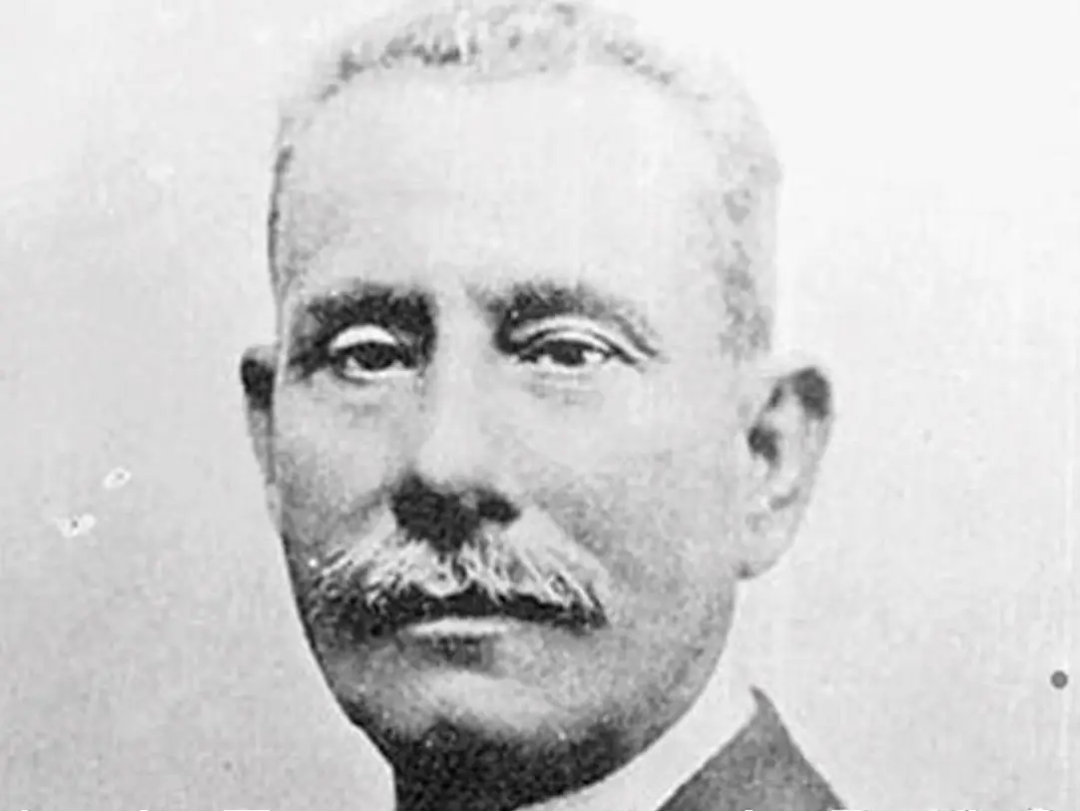
Juan Francisco Sánchez Peña

Francisco del Rosario Sánchez tuvo hijos con diversas mujeres, siendo la primera Felícita Martínez, con quien procreó a Mónica Sánchez Martínez, quien nació el 30 de enero de 1838. Algunos años más tarde, procreó con María Evarista Hinojosa a María Gregoria (Goyita), quien nació el 28 de noviembre de 1841. Goyita tuvo una hija llamada Mercedes Laura Sánchez. En Curazao, Sánchez procreó con Leoncia Leydes Rodríguez (n. 15 de septiembre de 1846/47), natural de Curazao, una hija a la que llamaron Leoncia Sánchez. Esta, a su vez, tuvo dos hijas: Emilia Mercedes y Manuela Dolores Sánchez. Con Mercedes Pembrén Chevalier procreó Sánchez a Petronila Sánchez Pembrén, quien nació el 22 de febrero de 1852, quien casó con León Güilamo, procrearon más tarde a Mercedes, Rafaela, Micaela, Alicia, León y Asunción Güilamo Sánchez.
A raíz del fallecimiento de su madre Olaya del Rosario, decide contraer matrimonio con Balbina de Peña, hija de Luciano de Peña y Petronila Pérez, el 4 de abril de 1849, frente a los testigos Román Bidó, Ministro de Justicia; Jacinto de la Concha y Pedro Pina. De esta unión nació Juan Francisco (n. 3 de abril de 1852) y a Manuel de Jesús, (n. 16 de febrero de 1854), quien murió joven. Balbina de Peña murió a la edad de 70 años el 26 de abril de 1895.
El único hijo sobreviviente del hogar Sánchez Peña fue Juan Francisco (Papi) Sánchez Peña, quien ostentó el grado de General, fue Ministro de Hacienda del presidente Ulises Heureaux y formó parte del gabinete de gobierno del Presidente Morales Languasco. Juan Francisco Sánchez Peña procreó así con Caridad Fernández Soñé, nieta del independentista Francisco Soñé, a dos hijos llamados José y Carlos. A pesar de Juan Francisco haberlos reconocido, debido a problemas familiares relacionados con su madre, ninguno de los dos usaron el apellido Sánchez durante la mayor parte de sus vidas. En el caso de Carlos Fernández, es probable que lo haya adoptado como segundo apellido más tarde. Se casó después con Eudocia Maggiolo, los cuales procrearon a Francisco del Rosario, Filomena, Fernando Arturo, María, Flérida y Manuel A. Sánchez Maggiolo. Posteriormente casó con su sobrina Emilia Mercedes Sánchez, con quien procreó a Manuel Antonio Francisco, María Patria, Manuel Emilio, Héctor, Carlos Augusto, Emilia, Marina Altagracia, y Juan Francisco Sánchez y Sánchez. 
De esta generación de nietos del Padre de la Patria fueron varios lo que se destacaron en la vida nacional. Carlos Augusto Sánchez y Sánchez fue un ilustre jurista, diplomático, historiador y crítico literario. Su hermano Juan Francisco (Tongo) Sánchez y Sánchez, un notable catedrático dominicano, dedicado principalmente al estudio de la filosofía, y pianista autodidacta. Con sus notas amenizaba usualmente las peñas y tertulias de las cuales fue ferviente entusiasta.Del lado de su nieto José Fernández, este se casó con Juana Roselia Brea Sánchez, descendiente lejana del conquistador español Rodrigo de Bastidas y el cronista Gonzalo Fernández de Oviedo. De esta forma tuvieron como uno de sus hijos al escritor, doctor y más tarde profesor de historia en la UASD, José Aníbal Sánchez-Fernández (nacido originalmente como José Aníbal Fernández Brea). Este terminaría adoptando el "Sánchez" como apellido principal debido a un decreto emitido por Rafael Leónidas Trujillo el cual dictaba que todo los descendientes del patricio se cambiaran su apellido principal, en caso de que no lo tuviesen, por el de su distinguido ancestro. Durante la década de 1980, terminaría involucrándose en un debate con el historiador y más tarde presidente de la Academia Dominicana de la Historia, Juan Daniel Balcácer, sobre el accionar de varias figuras nacionales, incluido su bisabuelo.José Aníbal a su vez fue padre del famoso poeta, intelectual, narrador, ensayista, profesor, articulista y publicitario dominicano, Enriquillo Sánchez Mulet.

## Ascenso al liderazgo

### Reclutamiento para La Trinitaria
Un día, mientras asistía a clases de filosofía, se le acercó un compañero, Juan Pablo Duarte, quien inmediatamente quedó intrigado por el nivel intelectual de Sánchez. En 1838, Duarte fundó el movimiento La Trinitaria, una organización nacionalista que pretende traer libertad al pueblo dominicano. El objetivo principal de este movimiento era no sólo derrocar el dominio haitiano de Santo Domingo, sino también establecer un estado independiente libre de poder extranjero. Al ver a Sánchez como un candidato perfecto a la membresía, Duarte no lo pensó dos veces antes de reclutarlo. Sánchez había viajado a Estados Unidos y Europa cuando era joven. Su visión de la causa era el objetivo republicano típico del Siglo de las Luces. Con su contratación, Sánchez no tardó en destacar por su laboriosidad y determinación. Poco a poco fue ganando una posición de liderazgo en la organización, convirtiéndose en una figura fundamental en el trabajo diario para alcanzar los objetivos que le dieron origen. Con el tiempo, no sólo demostraría ser un activo vital para la causa, sino que también le permitiría ganarse la confianza de Duarte en él, depositando su plena confianza en el joven revolucionario. La importancia de Sánchez se ve en que fue uno de los que encabezaron el derrocamiento de las autoridades haitianas de Santo Domingo designadas por Jean Pierre Boyer, depuestas a finales de marzo de 1843 por el movimiento denominado La Reforma. Pronto, los trinitarios y los liberales haitianos tomaron caminos divergentes, ya que los primeros formularon el objetivo de independizarse de Haití.
Al notar el auge de las ideas independentistas entre los dominicanos, el presidente haitiano Charles Rivière-Hérard, quien llegó al poder tras el triunfo de La Reforma, decidió realizar una intimidante visita a la excolonia española de Santo Domingo, conocida por los haitianos como “Partie de L´Est (Parte Este)". Duarte y varios de sus compañeros, entre los que se encontraba Sánchez, se escondieron. Los haitianos desataron una tenaz persecución de los prófugos y Duarte, Juan Isidro Pérez y Pedro Alejandro Pina abandonaron el país el 2 de agosto de 1843. Sánchez no pudo hacerlo por encontrarse enfermo, circunstancia que aprovechó para dirigir las tareas conspirativas, sustituyendo prácticamente a Duarte. Obtuvo el apoyo de familiares de algunos de sus compañeros de La Trinitaria, lo que le permitió permanecer oculto por más de siete meses, ya que en todo momento rechazó la posibilidad de salir del país. Para actuar con menos dificultades difundió el rumor de que había muerto y había sido enterrado en secreto en el pequeño cementerio de la iglesia del Carmen.

### Líder sustituto de Duarte

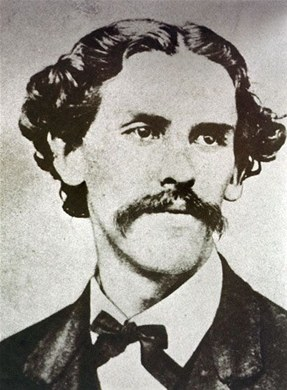
Vicente Celestino Duarte

El exilio de Juan Pablo Duarte tuvo lugar en la última y más crucial etapa de la lucha. Pero fue cuando Duarte estuvo exiliado y escondido en Venezuela que Sánchez se convirtió en la presencia central de la revuelta dominicana. En 1843, cuando Duarte se exilió en Curazao por temor a ser asesinado o encarcelado por las autoridades haitianas, Sánchez, que entonces tenía 25 años, asumió el liderazgo del movimiento independentista La Trinitaria, donde presidió las reuniones del grupo y amplió los contactos con representantes del sector social más importante de la ciudad, con la colaboración del consocio Ramón Matías Mella.

La labor revolucionaria de Sánchez fue intensa. Originalmente pretendía consumar la independencia a finales de 1843 sólo con las fuerzas trinitarias. El objetivo era un levantamiento a finales de 1843, para lo cual envió una carta a Juan Pablo Duarte, que también firmó Vicente Celestino, fechada el 15 de noviembre de 1843. Sánchez y Vicente Celestino le pidieron a Juan Pablo que llegara por la costa de Guayacanes para ponerse al frente de la insurrección, y tratar de traer armas. La carta retrata la situación por la que atravesaban y los esfuerzos por la independencia:
Juan Pablo:
Con el señor José Ramón Chaves Hernández le escribimos el día 18 de noviembre, imponiéndole el estado político de esta ciudad y las necesidades que tenemos de que usted ayude para el triunfo de nuestra causa. Ahora aprovechamos la oportunidad del señor Buenaventura Freites para repetirles lo que les contamos en los demás por si no hubieran llegado a sus manos.
Después de su partida, todas las circunstancias han sido favorables, de modo que sólo nos faltaba una combinación para haber dado el golpe. A la fecha el negocio se encuentra en el mismo estado en que lo dejasteis: por lo que os pedimos, aun a costa de una estrella del cielo, los siguientes efectos: dos mil o mil o quinientos fusiles, por lo menos: cuatro mil cartuchos, doscientos o trescientos pesos de plomo; quinientas lanzas o lo que puedas conseguir, los utensilios de guerra que puedas.
De dinero, tú sabes más que nadie lo que puede necesitar; En conclusión lo imprescindible es la ayuda, por pequeña que sea, ya que ésta es la opinión de la mayoría de los acéfalos. Hecho esto, deberás dirigirte al puerto de Guayacanes, siempre con la preocupación de estar un poco alejado de tierra, como una o dos millas, hasta que seas avisado, o señalado, para lo cual colocarás un gallardete blanco si es luz del día y una linterna sobre el palo mayor si fuera de noche.
Una vez determinado todo esto, trataréis, si es posible, de comunicarlo a Santo Domingo para que vaya a esperar en la costa el día 9 de diciembre, o antes, porque hay que temer la osadía de un tercero o enemigo nuestro, estando el pueblo tan enardecido.
Ramón Mella se prepara para ir allí, aunque nos dice que va a Santo Tomás y no os conviene confiar en él, ya que es el único que nos ha vuelto a perjudicar de alguna manera por su ciega ambición e imprudencia. .
La Guardia Nacional ha sido ordenada a ejercitarse aquí, y una tarde, porque un soldado se había salido de la línea, el señor coronel Alfau lo azotó, pero escapó milagrosamente a una bayoneta y tuvo la triste decepción de ser casi atacado por todo el primer batallón y No veo nada más que su hermano Abad en su defensa.
A Juan Isidro Pérez y Pedro Pina, que reciben todas las muestras de cariño que podríamos hacer si los viéramos y que no les escribiéramos por separado por falta de tiempo.
Juan Pablo, repetimos la mayor actividad, a ver si hacemos que el mes de diciembre sea memorable para siempre.
Dios, Patria y Libertad, Francisco del Rosario Sánchez y Vicente Celestino Duarte.
De la carta se desprende claramente que Sánchez y Vicente Celestino Duarte pretendían llevar a cabo la ruptura con Haití apoyándose únicamente en el sector liberal trinitario. Así se puede entender el reproche que le hicieron a Mella y la prisa que necesitaron para evitar que sus rivales del tercero, el equipo francés, les adelantaran. Sánchez redactó un manifiesto pidiendo la independencia, que se distribuyó por todo el país, cuyo texto se ha perdido. De la información que Pedro Alejandro Pina recibió y transmitió a Duarte, en carta de 27 de noviembre de 1843, se deduce que los trinitarios se habían recuperado de la represión de Hérard y ganaban fuerza, mientras los partidarios franceses se debilitaban. Pina le dice a Duarte:
El partido duartista ha progresado, recibiendo vida y movimiento de ese excelente patriota, del moderado, fiel y valiente Sánchez al que creímos en la tumba. Ramón Contreras es un nuevo líder del partido, también duartista. La del pueblo francés se ha debilitado hasta tal punto que en ella sólo quedan Alfau y Delgado; Los demás seguidores, algunos se han sumado a los nuestros y los demás son indiferentes. El partido reinante lo espera como general en jefe, para iniciar ese gran y glorioso movimiento revolucionario, que traerá felicidad al pueblo dominicano.

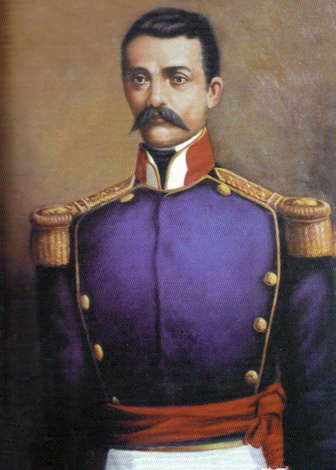
Ramón Matias Mella

Unos días después de la primera carta, a Sánchez le debió quedar claro que al sector que lideraba le resultaba imposible producir la independencia por sí solo y que, por tanto, era imperativo llegar a un acuerdo con gente de otras orientaciones. En este sentido, a finales de 1843 se reorientó hacia lograr una alianza con un sector conservador, postura que había criticado a Mella poco antes. De esta manera podemos entender lo que Pina le transmitió a Duarte, en el sentido de que algunos franceses se habían unido a los liberales. El eslabón básico de tal alianza fue Tomás Bobadilla, un abogado que ocupó cargos en la administración pública desde la época de España Boba y que había colaborado con el régimen haitiano. Bobadilla, al igual que otras figuras de prestigio social, entendió que la crisis en la que luchaban los grupos gobernantes de Haití había creado las condiciones para derrocar su gobierno. Por razones accidentales, Bobadilla no había llegado a acuerdos con Buenaventura Báez, figura dominante entre los representantes dominicanos en la Asamblea Constituyente de la capital haitiana, quien entabló negociaciones secretas con el cónsul general de Francia, Emile de Levasseur, para que el proyecto dominicano La república se constituiría como un protectorado de Francia. Se suponía que tal proyecto se materializaría mediante el nombramiento de un gobernador francés por 10 años renovables, la transferencia de Samaná y la cooperación con Francia en la reconquista de Haití.
Liberales y conservadores eran conscientes de sus debilidades y de la importancia de una alianza, pero los intentos realizados terminaron en fracaso. Mientras Duarte aún estaba en el país se sostuvieron reuniones en las que quedó claro que las diferencias eran insalvables. Correspondió a Sánchez romper esta animosidad mutua, siguiendo los pasos iniciados por Mella, cuando se convenció de que el sector trinitario que encabezaba no podía declarar la independencia por sí solo. Aunque la participación conservadora fue crucial para que se materializara el 27 de febrero, todo el trabajo estuvo dirigido por Sánchez y sus compañeros trinitarios, que tenían mayor capacidad de iniciativa que el grupo afrancesado. Esta primacía facilitó que los Trinitarios se mantuvieran compactos en torno a Sánchez.

### Acta de Independencia Dominicana
A partir de esta alianza se elaboró un documento en el que ambas partes pedían la creación de la República Dominicana. El documento se titula “Manifiesto de los pueblos de la Parte Oriental de la antigua Isla Española o de Santo Domingo, sobre las causas de su separación de la República de Haití” y es conocido  simplificadamente como "Manifiesto del 16 de enero" por la fecha en que se publicó. Fue leído por primera vez. Se hicieron cuatro ejemplares, uno quedó en Santo Domingo y los otros tres fueron enviados a las principales regiones del país: Juan Evangelista Jiménez lo llevó al Cibao, al sur Gabino Puello y al oriente Juan Contreras. El Manifiesto del 16 de enero fue una respuesta al elaborado por Buenaventura Báez el 1 de enero del mismo año, en el que pedía la creación de la República Dominicana como protectorado de Francia. El primero, en cambio, expresaba claramente el propósito de establecer un estado plenamente soberano, aunque no mencionaba el término independencia sino el de separación. Aun así, no hay indicios de enfoques proteccionistas que mediarían en la autonomía nacional. La difusión secreta del texto acabó creando las condiciones para el derrocamiento del régimen haitiano.

En uno de los párrafos del manifiesto, Sánchez denota su firme decisión de alcanzar el objetivo contenido en el juramento trinitario:
Creemos haber demostrado con heroica constancia, que los males de un gobierno deben sufrirse mientras sean soportables, antes que hacer justicia aboliendo formas; pero cuando una larga serie de injusticias, violaciones e insultos, continuados hacia el mismo fin, denotan el designio de reducirlo todo al despotismo y a la más obsoleta tiranía, es derecho sagrado de los pueblos y su deber sacudirse el yugo de tal gobierno y proporcionar nuevas garantías que aseguren su estabilidad y prosperidad futuras y agrega: "Hace veintidós años, el pueblo dominicano, a través de una de esas fatalidades del destino, está sufriendo la opresión más ignominiosa...
El manifiesto, ya unificado por la alianza hecha entre liberales y conservadores, cambió la palabra independencia por reparación, culminando con estas palabras:
¡A la unión dominicana! Como se nos presenta el momento oportuno desde Neiba hasta Samaná, desde Azua hasta Montecristi, las opiniones coinciden y no hay dominicano que no exclame con entusiasmo: Separación, Dios, Patria y Libertad.
Reunidos en casa de Sánchez, el 24 de febrero, los miembros de La Trinitaria discutieron sobre los planes del levantamiento, que acordaron que se fijaría para el 27 de febrero de 1844. Un día después, los rebeldes fueron enviados a varios puntos del país para con el fin de finalizar los acuerdos tomados durante la reunión. Además de Sánchez y Mella, a esa reunión asistieron Vicente Celestino Duarte, José Joaquín Puello, los de La Concha (Jacinto y Tomás), Juan Alejandro Acosta y muchos otros. A propuesta de algunos de sus compañeros, entre los que se encontraban Félix Mercenario, Manuel María Valverde, Manuel Jiménez y Mariano Echavarría, se acordó que Sánchez presidiera la Junta de Gobierno que debía dirigir los destinos de la naciente república.
En los días anteriores se había logrado el compromiso de los oficiales de los regimientos 31 y 32, así como de la guarnición de la ciudad. Por ejemplo, Manuel Jiménes obtuvo el apoyo de Martín Girón, oficial encargado de la Puerta del Conde. El plan establecía que una parte de los conspiradores se reunirían en la Puerta de la Misericordia y desde allí confluirían con otros que se dirigirían a la Puerta del Conde, como punto de encuentro para asumir el control de la ciudad y tomar la Fortaleza Ozama. Testimonios indican que muchos de los comprometidos no se presentaron a la hora prevista, alrededor de la medianoche del día 27.

## Proclamación de la independencia dominicana
La noche del 27 de febrero de 1844, Sánchez y sus hombres tomaron la Fortaleza Ozama en la capital de Santo Domingo. La guarnición haitiana estacionada en la ciudad fue sorprendida, aparentemente traicionada por uno de sus centinelas, y se vio obligada a huir del lugar. Tras esto, Sánchez marchó hasta la punta de la Puerta Del Conde. Mella, que acababa de llegar a la ciudad, disparó su legendario trabuco al aire, y en ese momento, Sánchez izó por primera vez la histórica bandera tricolor independiente dominicana de 1844, gritando a todo pulmón, la consigna nacional, (Dios, Patria y Libertad), proclamando al mundo el nacimiento de la nueva nación independiente: La República Dominicana. Había nacido una nueva entidad política, ahora libre de dominio extranjero, en la forma de un gobierno republicano y democrático. Sánchez tenía apenas 26 años cuando esto ocurrió.

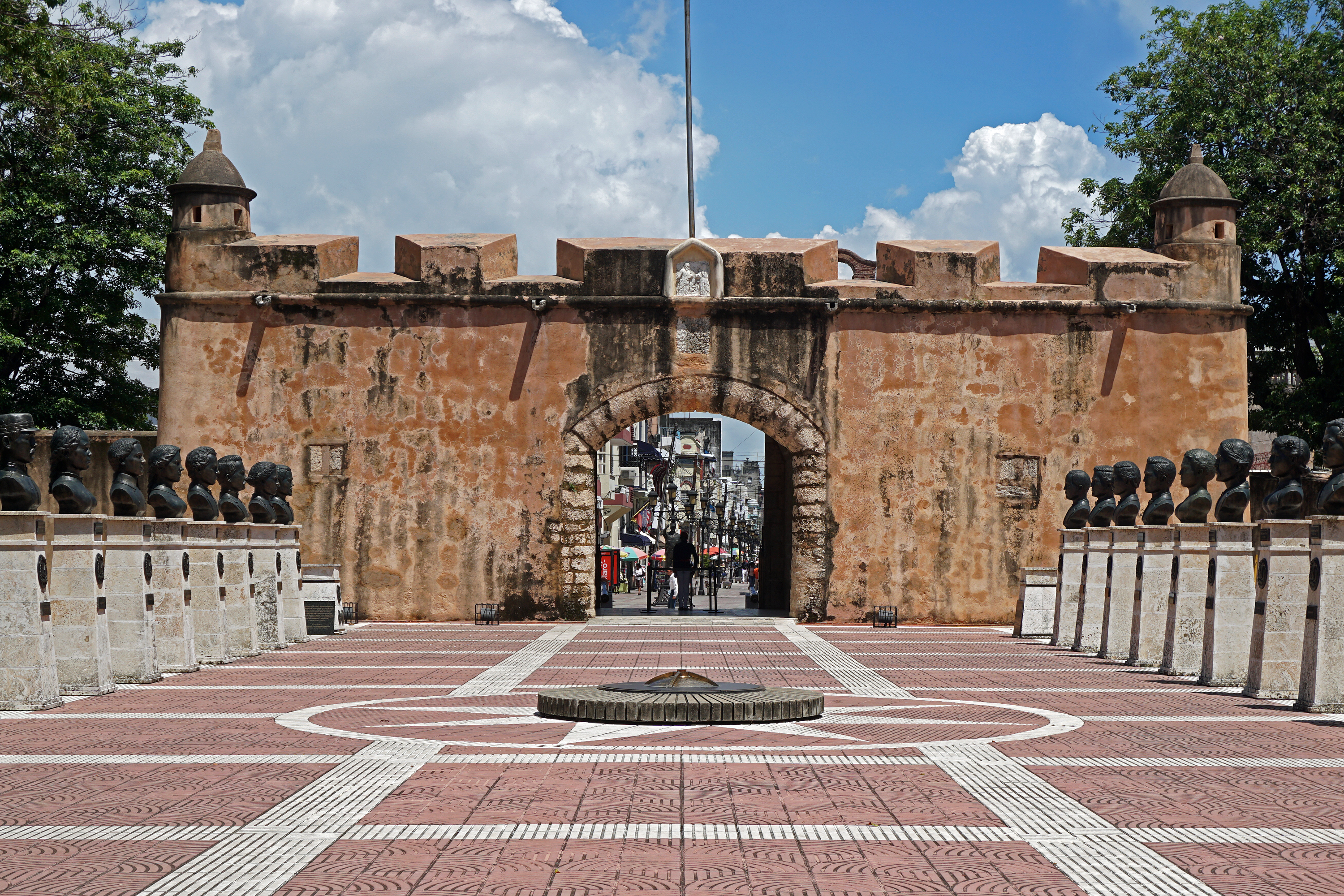
Vista interior de la Puerta del Conde

Entre los próceres que asistieron a la Puerta del Conde la noche del 27 de febrero, figuraban:
- Francisco del Rosario Sánchez
- María Trinidad Sánchez
- Ramón Matías Mella
- Ildefonso Mella (hermano de Ramón Matías Mella)
- José María Serra
- Manuel Jimenes
- Tomás Bobadilla
- Vicente Celestino Duarte
- Benito González
- José Joaquín Puello
- Gabino Puello (hermano de José Joaquín y Eusebio)
- Eusebio Puello
- José Puello
- Juan Alejandro Acosta
- Nicolás Lugo (abuelo de Américo Lugo)
- Feliz Mariano Lluberes
- Marcos Ruiz
- Juan Ruiz
- Jacinto de la Concha
- Wenceslao de la Concha
- Pedro Valverde y Lara
- Ángel Perdomo
- Manuel Guerrero
- Wenseslao Guerrero
- Joaquín Montolío
- Juan Pina
- Pedro Antonio Bobea
- Félix María del Monte
- Cayetano Abad Rodríguez
- Domingo García
- Francisco Javier Abreu
- Francisco Saviñón
- Epifanio Billini (tío de Francisco Gregorio Billini)
- José María Caminero

## Primera República

### Junta Central Gubernativa
Según lo acordado, su primer acto después de la declaración de independencia fue asumir la presidencia de la Junta Central Gubernativa, diseñada para gobernar la nación a raíz de su independencia. Ordenó a Bobadilla que fuera a Monte Grande para asegurar a los libertos que la esclavitud no sería restablecida. La pequeña guarnición haitiana no se atrevió a ofrecer resistencia. Se encerró en la Fortaleza, desde donde sus jefes iniciaron negociaciones con el cónsul francés que condujeron a la capitulación incruenta el 28 de febrero. Los haitianos residentes en la ciudad, aunque recibieron garantías de que podrían convertirse en dominicanos, prefirieron emigrar. El 29 de febrero, aparentemente por voluntad propia, Sánchez entregó la presidencia de la Junta a Bobadilla, en reconocimiento al papel que el sector conservador estaba llamado a desempeñar a partir de ahora, con más influencia social que los trinitarios entre la población rural del interior del país. 

Primera bandera dominicana (1844-61)

Sánchez había anticipado que sus predecesores seguirían los ideales de Duarte de mantener un estado independiente de cualquier potencia extranjera. Pero estas ideas fueron echadas por tierra debido a que los bandos opuestos sentían que la nueva nación no era financiera y económicamente capaz de resistir por sí sola, especialmente a raíz de las amenazas que se avecinaban por parte de los haitianos. Y así, esto comenzó una nueva era para la República Dominicana manchada por violentos enfrentamientos políticos. Dejó la Presidencia del órgano de gobierno sobre Tomás Bobadilla, quien a traición llevó a cabo acciones para lograr un protectorado de Francia, a través del Plan Levasseur, a través del cual se materializaría la ayuda militar francesa, para salir victorioso en la guerra dominico-haitiana que se estaba desarrollando y en compensación, el nuevo estado dominicano cedería la península y la bahía de Samaná a Francia.
Enfurecidos, los trinitarios dieron un golpe de Estado el 9 de junio y expulsaron a los partidarios del protectorado francés e instalaron a Sánchez en la Presidencia de la Junta de Gobierno. Santana, al frente del Ejército del Sur, avanzó hacia Santo Domingo y el 12 de julio de 1844 dio un contraataque, expulsando a los trinitarios de la Junta Central Gubernativa. El líder seibano juró como Presidente de la República. Los jóvenes trinitarios, antes venerados como los artífices del nacionalismo dominicano, tuvieron que sufrir las más inverosímiles persecuciones, exilios, encarcelamientos y ejecuciones, así como recibir falsos insultos morales con la intención de perforar su linaje. Ni uno solo de los jóvenes duartistas escapó a la cruel campaña de acusaciones de Pedro Santana y los sectores conservadores que asaltaron el mando político en la naciente república.

### Primer exilio
Como triste paradoja del destino, seis meses después de la consumación de la Independencia Nacional, el 22 de agosto de 1844, la Junta Central Gubernativa encabezada por Pedro Santana, emitió una resolución declarando a los jefes trinitarios (Duarte, Sánchez y Mella) "traidores a la Patria" y los deportó a perpetuidad. Sánchez se exilió en Europa el 26 de agosto de 1844, junto con Mella. Sin embargo, la tragedia ocurrió a bordo del barco, que se estrelló frente a la costa de Irlanda, matando a muchas de las personas en el barco. Los supervivientes, entre los que se encontraban Sánchez y Mella, se encontraron en Dublín. En diciembre de 1844, se trasladaron a Nueva York, Estados Unidos. De allí, Sánchez se trasladó a Curazao. Mella, por su parte, se reasentó en Puerto Rico.
Su vida en Curazao era muy sencilla. Consiguió un trabajo como profesor, donde enseñaba español y otras asignaturas en compañía de compañeros de su amigo, Juan José Illás. Esto le permitió conocer a Leoncia Rodríguez, una mujer local, con quien estableció una relación sentimental, concibiendo así una hija. Sin embargo, Sánchez había recibido la trágica noticia de que su tía, María Trinidad Sánchez, había sido torturada y ejecutada por Santana por negarse a nombrar a los conspiradores en su contra el 27 de febrero de 1845, exactamente un año después de la independencia de Haití. El medio hermano mayor de Sánchez, Andrés, Nicolás de Barías y José del Carmen Figueroa también fueron fusilados.

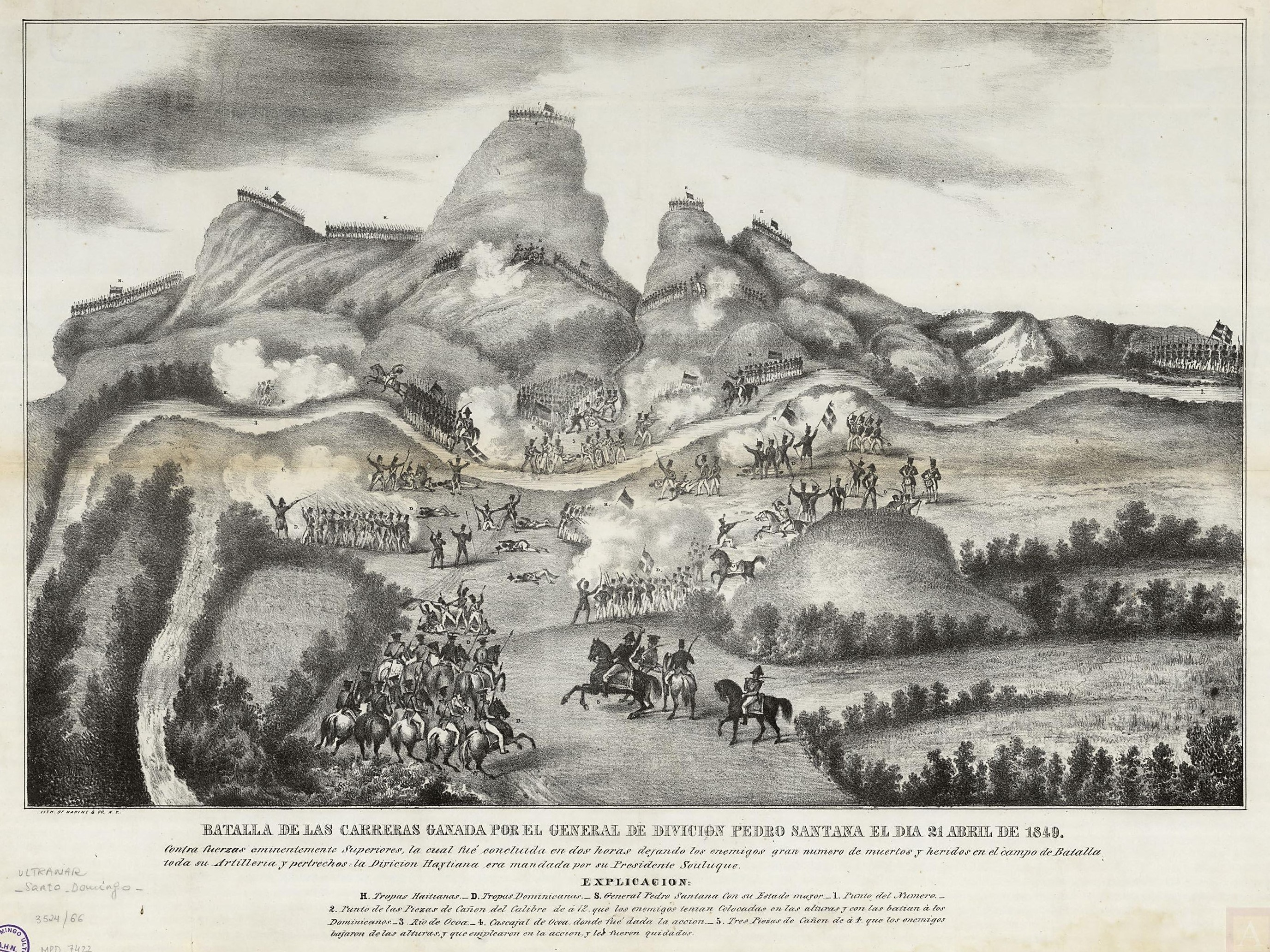
Batalla de las Carreras

En 1848, Manuel Jimenes, el recién elegido presidente, concedió una amnistía que permitió el regreso de Sánchez y de muchos de los patriotas exiliados al país. Sánchez regresó a la República Dominicana en un momento muy crucial. Había regresado justo a tiempo para descubrir que sus padres, Olaya del Rosario y Narsisso Sánchez, seguían vivos. Sin embargo, a principios de febrero de 1849, Olaya del Rosario enfermó gravemente. Anhelando disfrutar de su presencia, tanto Sánchez como su padre llegaron a un acuerdo de que su fin estaba cerca. Continuó a su lado hasta su lamentable muerte el 2 de marzo de 1849. Antes de su muerte, Sánchez se reencontró con su antigua novia, Balbina Peña, y más tarde se casó con ella. Los dos permanecerían casados hasta la muerte de Sánchez. Además, el viudo Narciso Sánchez se volvería a casar con Emelie Wincler Pitineli, natural de Curazao, procreando a María Teresa Sánchez Wincler en 1852.

A su regreso, Sánchez ocupó muchos cargos importantes en el gobierno. Fue nombrado Comandante de Armas de la ciudad de Santo Domingo por Jimenes. Sin embargo, casi inmediatamente después de asumir el cargo, Faustin Soulouque, el nuevo gobernante de Haití, provocó una nueva invasión en el territorio. El jefe del ejército dominicano, Antonio Duvergé, sufrió algunas derrotas contra las tropas haitianas, lo que fue utilizado por los partidarios de Santana para desacreditarlo y desobedecer sus órdenes. La población de la ciudad de Santo Domingo entró en pánico porque creían que nada detendría a Soulouque. En el Congreso, Buenaventura Báez promovió el nombramiento de Santana como jefe del Ejército, contraviniendo la posición de Jiménes. El intento que hizo de dirigir las tropas también terminó en fracaso, víctima de un sabotaje por parte de los fieles de Santana. Sánchez acompañó a Santana durante unos días. Sin embargo, parece que surgieron diferencias entre ellos por razones desconocidas, y cuando comenzó la Batalla de Las Carreras, el 21 de abril, Sánchez se había retirado hacia Santo Domingo. Aunque regresó al teatro de los acontecimientos tan pronto como escuchó los disparos de cañón, llegó después de que la batalla había terminado.Tras la victoria dominicana sobre los haitianos, Sánchez escribió un testimonio, en el que escribe:
Cuando comenzó la invasión de Soulouque, yo estaba en la capital desempeñando el cargo de Comandante de Armas. Después de enterarme de la noticia de que el enemigo se había apoderado de Azua sin que se opusiera la resistencia esperada, viendo que el general Santana bajaba al teatro de guerra, pedí voluntariamente al Ministro de Guerra que el general de división Ramón Bidó era entonces, que me repusiera en el puesto que ocupaba y me diera orden de ruta para salir con las tropas que pudiera reunir, ponerme a disposición de los generales Pedro Santana y Antonio Duvergé que eran los que comandaban el ejército de operaciones.
Salí y me detuve tres días en San Cristóbal para incorporarme al batallón de ese puesto comandado por el comandante Juan M. Albert. No habiéndome verificado la reunión de este cuerpo debido a la huida de Azua, continué mi marcha hasta llegar a Baní donde recibí una orden escrita, del general en jefe del ejército Pedro Santana, que aún conservo, de entregar las tropas bajo mi mando al teniente coronel Dionicio Cabral, quien debía conducirlas a Portesuelo donde había mayor necesidad de ellas. Acatándome a las órdenes del cacique como debía, verifiqué dicha entrega el mismo día que recibí la orden y siempre continué hasta llegar a la presencia del general Santana, que se encontraba en Sabana Buey.
Esa misma noche nuestras tropas desertaron del puesto de Número, que eran las Termópilas de la República. El general Duvergé, que había sostenido un combate heroico ese mismo día, y que estaba esa misma noche en compañía del general Santana, antes de recibir la noticia de que las tropas bajo su mando inmediato habían desertado del puesto en su ausencia, puede decir cuánto le rogué que me tomara en su compañía y volviera a Número. cuyo lugar era en ese momento el punto de combate, pero este guerrero estaba quebrantado en su salud por el cansancio de la guerra, y se retiró al pueblo de Baní.
Fue entonces cuando el general Santana, aparte de las saludables medidas que ya había tomado para mejorar el orden de la campaña, comenzó sus ingeniosas y felices operaciones en el campo de Las Carreras, incorporando al ejército de acción incluso a su propia guardia para pasar la noche. Escasez de tropas, y todos ellos encabezaron una marcha forzada al mando de los generales Merced Marcano, Bernardino Pérez y Abad Alfau, para conquistar en el campo de Las Carreras bajo el mando inmediato y en presencia del general Santana, los laureles inmarcesibles que debían coronar los templos de los libertadores de la Patria.
Murió el general Ricardo Miura, pero vive el general Pascual Ferré, y muchos otros que fueron testigos de lo que voy a referir: me quejé al general Santana de que, por mis derechos de antigüedad, me confiara el mando de una división que iba a combatir. Reiteré esta afirmación, allí donde no se dicen mentiras; allí donde se distinguían los colores de las banderas enemigas, pero el general Santana me respondió que quería que yo estuviera en su compañía y repitió estas mismas palabras en su memorable proclama al ejército en el campo de Las Carreras. Permanecí así muchos días (apenas habían transcurrido cuatro días desde el combate entre Nùmero y Las Carreras, y Santana llegó a este último lugar la víspera de la batalla) hasta que, por razones que no viene el momento de precisar, tomé mi pasaporte del general Santana para la capital.
En mi marcha me detuve en Baní, y tan pronto como se distinguió el cañoneo enemigo en esta ciudad, me preparé e hice una contramarcha temprano, acompañado del coronel Tabera para reunirme con el general Santana, pero las provisiones que había tomado eran tan precisas que la presencia del enemigo en el campo y su destrucción fue el rayo.
Sánchez incluso se dirigió a la nación, en relación con la contundente victoria de Santana, con lo siguiente:
¡Pero quién lo iba a creer! Ni siquiera publicaron los informes que di anunciando el triunfo; y si lo publicaban al cabo de semanas, devorados por una vergonzosa envidia, ocultaban maliciosamente nuestro nombre.
A pesar de que cuatro años antes Santana había asesinado a su tía y a su hermano, en ese momento Sánchez se cuidó de no acosarlo. Se vio obligado a aceptar la política conservadora imperante como precio para permanecer en el interior del país. Sin embargo, se negó a apoyar el golpe de Estado encabezado por Santana contra el presidente Jiménes, y prefirió retirarse de la vida política para ejercer la profesión de abogado o defensor público. Es cierto que, durante el breve segundo gobierno de Santana, en 1849, Sánchez aceptó el cargo de fiscal de Santo Domingo, cargo en el que se vio obligado a ser el acusador del general Antonio Duvergé en el primer sometimiento a juicio que Santana hizo de él. Sánchez y Duvergé siguieron siendo amigos, a pesar de este acto de Santana. 
Movido por esta actitud cautelosa, y aunque retirado del ejercicio de la profesión, en 1853, Sánchez publicó el artículo "Amnistía", en el que felicitaba a Santana por su disposición a permitir el regreso de todos los perseguidos políticos como consecuencia de haber asumido la presidencia por tercera vez, y lo elevaba a la categoría de héroe supremo de la nación. La decisión de Sánchez de elogiar a Santana le ha valido duras críticas. Sin duda, Sánchez se resignó a insertarse en el orden de cosas existente, pero eso no significa que abdicara de sus posiciones esenciales en los objetivos nacionales. Parece haber llegado a la conclusión de que el país no estaba preparado para un orden democrático y que había que garantizar objetivos factibles, sobre todo salvaguardar la independencia de la República. 

### 1853-1859: Alineamiento con Báez, segundo exilio y Revolución Cibaeña

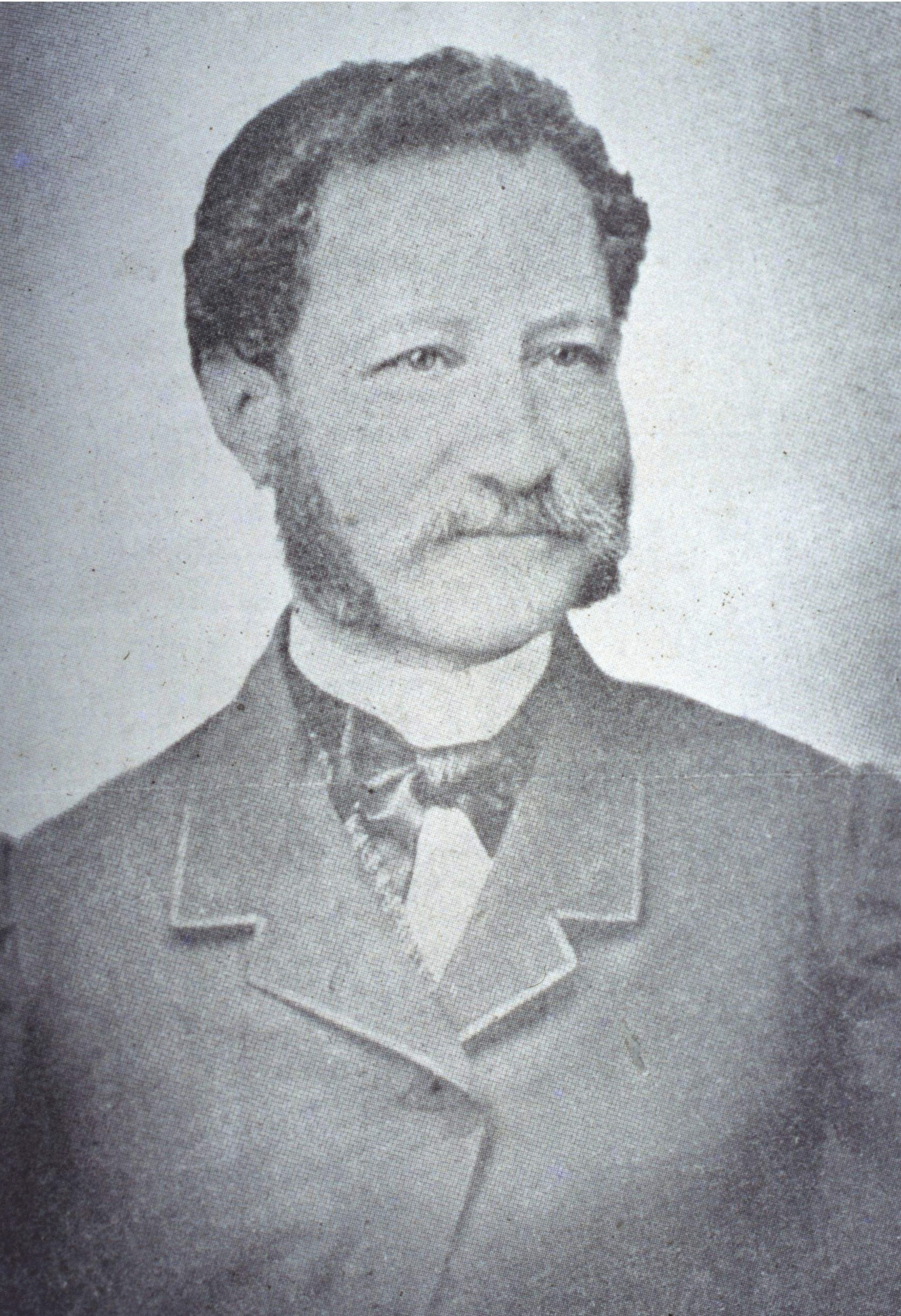
Buenaventura Baéz

Sin embargo, para 1853, las relaciones entre Sánchez y Santana llegaron a un punto de quiebre cuando Santana logró expulsar a Buenaventura Báez del país. Esto dio lugar a una feroz lucha entre los dos políticos, de la que Sánchez, al igual que Duvergé, se puso del lado de este último. Durante este tiempo, el baecismo se había ganado el apoyo de todos aquellos que se habían convertido en adversarios del creciente despotismo de Santana. Los partidarios de Báez eran en su mayoría gente joven, educada y con convicciones liberales de la ciudad de Santo Domingo. Para Sánchez, este lado le resultaba demasiado familiar al de su postura política, lo que le permitió llegar a un acuerdo con Báez al darse cuenta de que la autoridad de Santana podía ser cuestionada. Tuvo que replantearse su decisión de volver a la política, porque le invadía y seguiría estándolo hasta su muerte un agudo sentimiento de decepción. Pero el sentido del deber y la vocación de darlo todo por el bien del país, las máximas vestiduras de su grandeza, eran más fuertes. 
Alrededor de este tiempo, Sánchez fue abordado por Pedro E. Pelletier y Pedro Ramón de Mena, conspiradores que organizaron un grupo que buscaba derrocar a Santana y reinstalar a Báez como presidente. Antes, el 25 de marzo, fracasó una rebelión que pretendía derrocar a Santana. Al parecer, Duvergé estaba involucrado en esa conspiración. Como resultado, Duvergé, su hijo mayor de 23 años, Tomás de la Concha, y muchos otros fueron ejecutados por orden de Santana el 11 de abril de 1855. Cuando esto fracasó, Sánchez sería exiliado a Curazao por segunda vez. Allí estableció una fuerte relación con Báez, quien se dio cuenta de la importancia de contar con el apoyo de alguien de talla como Sánchez. 
El regreso de Báez se vio facilitado por el acuerdo al que llegó con el cónsul español, Antonio María Segovia, mientras se encontraba exiliado en Santo Tomás. La beligerancia de Segovia se debió a que Santana estaba orientada hacia la anexión a Estados Unidos, propósito que comenzó a perfilarse a través de un tratado mediante el cual se arrendaba la península de Samaná. Y si la República Dominicana caía bajo la tutela norteamericana, como era el interés de Santana, los intereses de España en Cuba se verían afectados. Con el fin de socavar el acercamiento de Santana a los Estados Unidos, Segovia estableció que todos los dominicanos que quisieran podían convertirse en ciudadanos españoles. Los baecistas aprovecharon la ocasión para ampararse en su condición de súbditos españoles y llevar a cabo una oposición sin correr riesgos. Esto creó un estado de cosas que Santana no podía controlar. 
Se le permitiría regresar en agosto de 1856, cuando Santana renunció y Manuel de Regla Mota asumió el cargo como nuevo presidente. Cuando Báez regresó a la presidencia para un segundo mandato, Sánchez se preparó para apoyarlo para expulsar la influencia de Santana sobre la nación. Sin embargo, cuando se le consideró para la candidatura, Sánchez se negó, creyendo que Báez era un mejor candidato. Con su presidencia, nombró a Sánchez gobernador de la provincia de Santo Domingo y Comandante de Armas de la ciudad otra vez, aunque Sánchez mantendría este cargo en discreto. Curiosamente, cuando José María Cabral llevó prisionero a Santana a Santo Domingo, para luego deportarlo a Martinica, Sánchez permitió que Santana se quedara en su residencia, e incluso lo trató con compasión. 
El 7 de julio de 1857, Báez se enfrentó a un levantamiento santiaguero debido a la emisión de una gran cantidad de papel moneda que se utilizó para comprar la cosecha de tabaco. Esta acción incomodó a los políticos del Cibao, quienes sintieron que el gobierno no satisfacía sus intereses. En los días siguientes, casi toda la nación se adhirió al gobierno provisional encabezado por José Desiderio Valverde. Pero a pesar de esto, las tropas no pudieron atacar la ciudad.
Afortunadamente para Santana, esto le permitió recuperar su estatus político e incluso le dio el liderazgo que rodeaba a Santo Domingo, aún reconociendo la capacidad militar de Santana. El asedio a la ciudad se prolongó durante casi un año, aunque Santana se abstuvo de lanzar un contraataque; una gran parte de la población de la ciudad estaba a favor, entre los que se encontraban Sánchez y Cabral. Ambos hombres fueron colocados como jefe de la defensa de la ciudad, donde cada uno lanzó sus propios métodos ofensivos que los llevaron a Majorra pocos días después del estallido de la Revolución Cibaeña. Más tarde renunciaría a su cargo y, según lo acordado por las partes interesadas, se le permitiría permanecer en el país sin ser perseguido. Continuó su vida como abogado, alejado de los asuntos políticos.

El 28 de abril de 1859, fue suspendido por un mes por el tribunal "debido a la supuesta falta de reverencia y otras fechorías cometidas contra el poder judicial". Posteriormente, el 16 de mayo, fue rehabilitado por la Corte Suprema de Justicia. Uno de los hechos más significativos de su carrera tuvo lugar el 12 de agosto de 1859, en un sonado caso de adulterio contra Víctor George, capitán de artillería con el grado de teniente coronel. Un mes antes, el 4 de julio, George había regresado a casa y encontró a su esposa en los brazos de otro hombre y, en un ataque de celos, disparó su pistola contra la pareja. Su esposa murió más tarde a causa de sus heridas, mientras que su amante resultó herido pero sobrevivió. Sánchez asumió la defensa de George, haciendo gala de sus habilidades como abogado, y terminó su alegato final con las siguientes palabras:
Señores magistrados, hoy vais a pronunciaros sobre una causa célebre, como también debe ser vuestra decisión. Una vez establecido el hecho, la ley clama a gritos por la absolución de Víctor Jorge. No hay que olvidar que la inconcebible condena del acusado, además de injusta, tendría un grave inconveniente, que sería fomentar el comportamiento lujurioso. Además de ser justa, su absolución tendría una ventaja: la de fortalecer el respeto de las mujeres por sus maridos.
El caso terminó con la absolución de George, y Sánchez fue sacado de la corte sobre los hombros de la audiencia emocionada. (Al enterarse de la expedición de Sánchez en el sur, Víctor Jorge partió a pie para participar en la lucha en un gesto de gratitud, pero fue asesinado cerca de la ciudad de Azua por los partidarios de Pedro Santana).

## Anexión a España

### 1859-1861: Destierro y anexión
Sin embargo, fue durante este período que el desorden político y económico asoló a la nación caribeña. Con la Guerra de Independencia Dominicana llegando a su fin, el país había heredado una gran cantidad de deuda debido a los fuertes gastos de Santana en las guerras, así como a la bancarrota de la tesorería que quedó durante el tiempo de Báez en el cargo. El desgobierno del poder por parte de Santana, combinado con el régimen corrupto de Báez, dejó un efecto devastador en la economía de la nación. Esto, junto con los temores constantes de otro ataque de los haitianos, dio justificación para que la nación fuera anexada a una potencia extranjera.

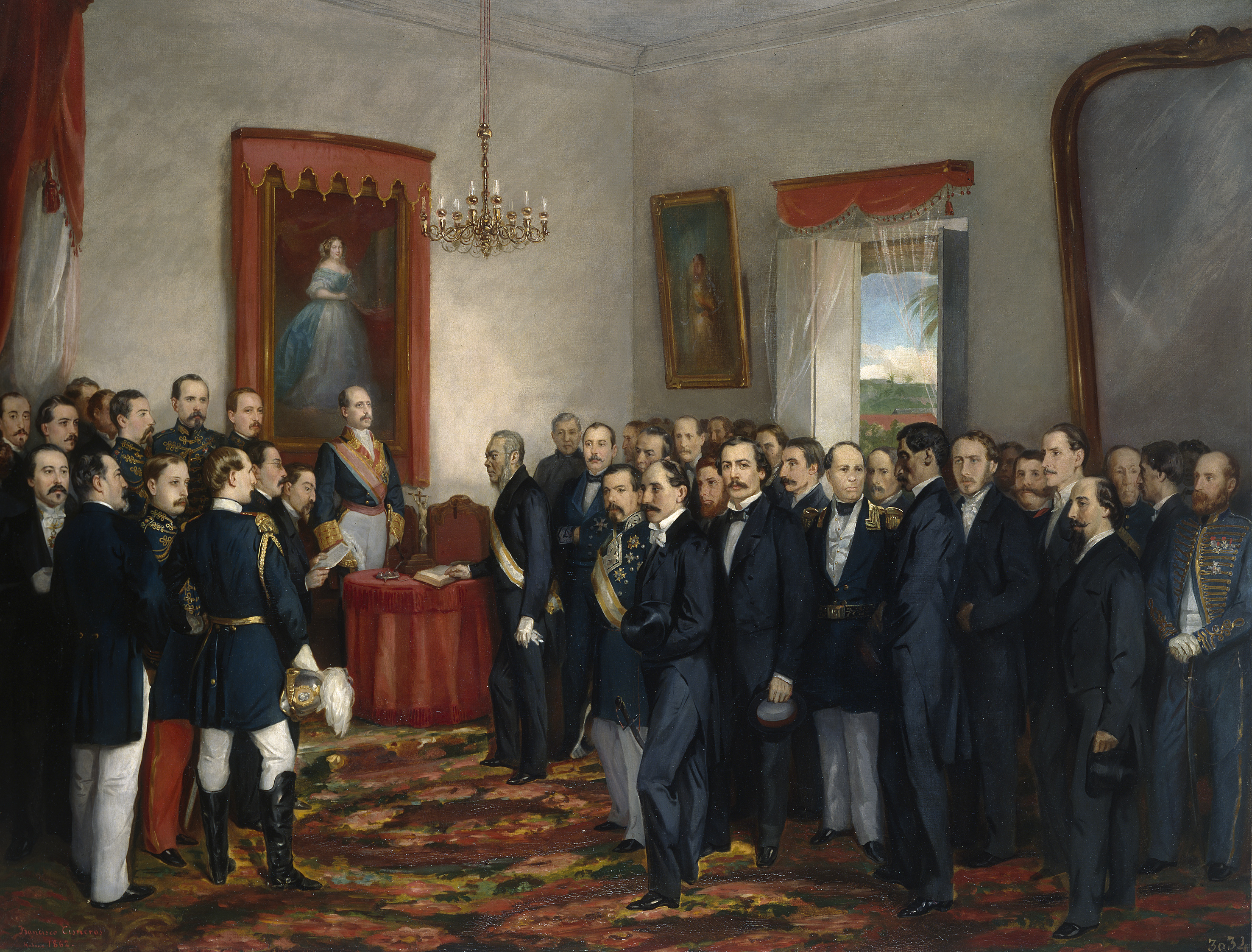
Jura del gobernador y capitán general de Santo Domingo, don Pedro Santana, por Wenceslao Cisneros

Sánchez, quien había estado bajo vigilancia durante meses después de la revolución, era sospechoso de participar en una nueva conspiración contra el gobierno de Santana, una vez más con el propósito de devolverle el poder a Báez. Aunque esta vez, Sánchez no formó parte de este grupo. Pero a pesar de esto, sin embargo, Santana consideró su presencia general como una seria amenaza para su administración, que durante este tiempo estaba en negociaciones con España para volver a anexionarse el país, un acto del que Santana era consciente de que Sánchez se habría opuesto firmemente. Así, por tercera y última vez, en 1859, Sánchez fue exiliado y desterrado del país, esta vez a Santo Tomás. Se instaló en la ciudad principal de Charlotte Amalie, donde su existencia estuvo llena de privaciones, sobreviviendo prácticamente en un estado de indigencia y la mayor parte del tiempo, luchando contra la enfermedad. 
Finalmente, en 1861, Santana llegó a un acuerdo con España para reintegrar a la República Dominicana al estatus colonial a cambio de privilegios honoríficos. Al enterarse de esta acción, Sánchez se indignó e inmediatamente se puso al frente de la oposición para enfrentarla. Báez, por su parte, decidió no tomar parte en la oposición, creyendo que la anexión era inevitable, y una vez consumada, los conflictos entre los españoles y Santana no harían más que intensificarse, dando a Santana más oportunidades de alcanzar posiciones de mando. A partir de este momento, Sánchez cortó todos los lazos con Báez, devolviéndolo a sus orígenes trinitarios, dándole la renovada estatura de un héroe que encarnaba los ideales de libertad. Sin embargo, Báez dejó a sus partidarios en libertad de hacer lo que quisieran, ya que no podía impedirles participar en la detención de la anexión. Además, los lugartenientes de Báez también aceptaron el liderazgo de Sánchez. 

### Junta Revolucionaria Dominicana y Haití

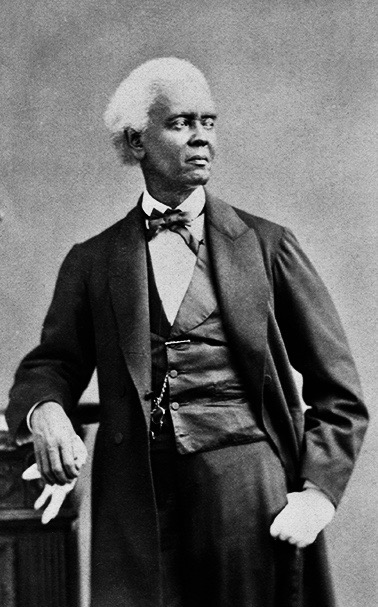
Fabre Geffrard

De regreso a Curazao, Sánchez estableció la estructura para los propósitos. Ordenó una formación llamada Junta Revolucionaria Dominicana, de la cual su parte estaba compuesta principalmente por baecistas como Manuel María Gautier y Valentín Ramírez Báez. La segunda figura del movimiento fue liderada por Cabral, quien a pesar de ser partidario de Báez, siempre había mantenido sus ideales de independencia de criterio, junto con la posición liberal y nacional, de lo que se ha demostrado a través de su evolución posterior. También a bordo del movimiento estaba su viejo camarada y compañero trinitario, Pedro Alejandro Pina, quien siempre se había mantenido firme en todas las luchas nacionales. 

Pero sin recursos, poco podía hacer. Durante este tiempo, intentó obtener el apoyo de varios otros países, pero fue en vano. Sin otra opción, Sánchez terminó viajando a Haití, donde pidió apoyo al presidente Fabre Geffrard para liberar a la República Dominicana del neocolonialismo español. (Geffrard, a pesar de liderar la revuelta que llevó a la caída del poder de Faustin Soulouque, había actuado anteriormente como uno de los líderes al mando de Haití durante la Guerra de Independencia Dominicana). El gabinete de Geffrard estaba dividido entre un sector hostil a los dominicanos y otro que entendía que había llegado el momento de respetar su decisión de vivir separados de Haití. En este último cargo se distinguió el ministro de Policía, Joseph Lamothe. Pero la posición de Lamothe era minoritaria, por lo que Sánchez se vio obligado a presentar, el 20 de marzo, un memorándum a los dos ministros con los que estaba negociando, en el que explicaba sus concepciones de lo que debían ser las relaciones cordiales entre ambos países: dos naciones soberanas que se repartían la isla, con pleno reconocimiento de la existencia de la otra. Una tradición familiar dice que en la entrevista que tuvo con el presidente haitiano, Sánchez le dijo lo siguiente:
Presidente, yo fui el instrumento utilizado por la providencia en 1844 para sacudir la dominación haitiana y crear una república independiente.
Pero, no lo hice por odio, por algún sentimiento innoble o por ideas de preocupación social, sino porque creía que constituíamos dos pueblos con caracteres diferentes en todos los órdenes, que somos dos pueblos diferentes que pueden formar Estados separados, y que la isla es lo suficientemente grande y hermosa como para ser compartida entre nosotros, dividiendo el dominio de la misma. Además, de alguna manera consolido con mi acción la independencia de Haití, porque una vez que lográramos el éxito de nuestra causa, celebraríamos un tratado que garantizaría nuestra mutua vida independiente.
No sería así, cuando España, una potencia de primer orden, posee la parte oriental de la isla con peligro para ti. Santana va a anexar Santo Domingo a España y vengo a prevenir este crimen, prevenirlo, afirmo mi trabajo y garantizo el suyo. Por eso he venido a pedirles que pasen las fronteras y los recursos con los que impedir la anexión que se pretende llevar a cabo.
Aunque inicialmente se mostró escéptico, finalmente accedió a dar ayuda a los rebeldes debido a la posibilidad de que España extendiera su poder al resto de la isla. Se acordó que saldría de Haití y regresaría en secreto, para que el gobierno haitiano no se comprometiera con la expedición que iba a realizar. Además del permiso para usar su territorio, la administración haitiana accedió a proporcionar armas a los revolucionarios dominicanos.  Con esto, logró reclutar a otros dominicos exiliados y obtener recursos para organizar una fuerza de 500 hombres. Esta expedición se conocería más tarde como el "Movimiento de Regeneración Dominicana".

### Manifiesto final de 1861
Antes de entrar en la República Dominicana, publicó su último manifiesto el 20 de enero de 1861.  En ella, dirigió una proclama al pueblo dominicano, denunciando las acciones de Santana, su firme postura para combatir la invasión española y sus planes de ingresar al país desde Haití:
¡DOMINICANOS!
El déspota PEDRO SANTANA, el enemigo de vuestras libertades, el plagiario de todos los tiranos, el escándalo de la civilización, quiere perpetuar su nombre y sellar vuestra vergüenza para siempre, con un crimen casi nuevo en la historia. Este crimen es la muerte de la Patria. La República se vende en el extranjero y la bandera de la cruz, muy pronto, ya no ondeará sobre vuestras fortalezas.
He creído que estoy cumpliendo con un deber sagrado, poniéndome a cargo de la reacción que impide la ejecución de tan criminales proyectos y ustedes deben concebir, por supuesto, que, en este movimiento revolucionario, no hay riesgo para la independencia nacional ni para sus libertades, cuando se organizan por el instrumento que la Providencia utilizó para izar la primera bandera dominicana.
No te haría este recordatorio que mi modestia rechaza, si no me viera obligado a hacerlo por las circunstancias; pero usted conoce bien mis sentimientos patrióticos, la rectitud de mis principios políticos y el entusiasmo que siempre he tenido por ese país y por su libertad; y, no lo dudo, me harás justicia.
He puesto un pie en el territorio de la República, entrando por el territorio de Haití, porque no he podido entrar por otra parte, requiriendo así la buena combinación, y porque estoy convencido de que esta República, con la que ayer cuando era un imperio, luchábamos por nuestra nacionalidad, está hoy tan comprometida como nosotros, que la conservemos gracias a la política de un gabinete republicano, sabio y justo.
Pero, si la calumnia busca pretextos para mancillar mi conducta, responderás a cualquier acusación, diciendo en voz alta, aunque sin jactancia, que YO SOY LA BANDERA NACIONAL.
¡COMPATRIOTAS! Las cadenas del despotismo y de la esclavitud te esperan: es el regalo que te da Santana para entregarse al goce pacífico del precio de ti, de tus hijos y de tus bienes: rechaza tal ultraje con la indignación de un hombre libre, dando el grito de reproche contra el tirano. Sí, contra el tirano, contra Santana y solo contra él. Ningún dominicano, si alguien lo acompaña, es capaz de semejante crimen a menos que esté fascinado.
Hagamos justicia a nuestra raza dominicana. Sólo Santana, el traidor por excelencia, el asesino instintivo, el eterno enemigo de nuestra libertad, el que se ha apoderado de la República, es el que tiene interés en este tráfico vergonzoso, es el único capaz de llevarlo a cabo para ponerse al mando. Excepto por sus males, él es el único responsable y criminal de los crímenes contra la patria.
¡DOMINICANOS! ¡A las armas! Ha llegado el día de salvar, para siempre, la libertad: venid; ¿No oyes el grito de la afligida Patria que te llama en su ayuda? Vuela en su defensa, salva a esa hija favorita de los trópicos, de las ignominiosas cadenas que su descubridor se llevó a la tumba. Muéstrense dignos de su país y del siglo de la libertad.
Demuéstrale al mundo que eres parte del número de esos pueblos indómitos y belicosos que admiten la civilización por costumbres, goces con menoscabo de sus derechos, porque esos goces son cadenas de oro que no mitigan el peso, ni borran la infamia.
¡DOMINICANOS! ¡A las armas! Derrocar a Santana: derrocar la tiranía y no duden en declararse libres e independientes, enarbolando la bandera cruzada de los veintisiete y proclamando un nuevo gobierno que reconstituya el país y les dé las garantías de libertad, progreso e independencia que necesitan.
¡Abajo Santana!
¡Viva la República Dominicana! ¡Viva la libertad!
¡Vive la independencia!
En otra carta, escrita a Damián Báez, el 16 de enero, cuatro días antes, Sánchez afirma con firmeza:
Mi país está vendido. Con esto basta.
Con su misión ya establecida, Sánchez regresó a Santo Tomás, mientras sus seguidores se congregaban en Haití, viniendo de Santo Tomás a Curazao. Sus planes también ganaron el apoyo de soldados dominicanos que habían llegado a Haití poco tiempo antes, como Domingo Ramírez y Fernando Tabera. Los dirigentes baecistas, sin embargo, prefirieron permanecer en Puerto Príncipe.

## Captura

### Entrada a República Dominicana

Mapa de Elias Piña

Entrando por Hondo Valle, (en la actual provincia de Elías Piña), el 1 de junio de 1861, Sánchez encabezó su fuerza en un intento de derrocar a Santana, dirigiéndose hacia Santo Domingo. La expedición se dividió en tres cuerpos. El centro fue liderado por Sánchez y entró en la zona de Hondo Valle para atacar a San Juan desde el este. El segundo cuerpo estaba al mando de José María Cabral e ingresó por Comendador, con la misión de atacar San Juan por el oeste. El tercer cuerpo estaba bajo el mando de Fernando Tabera y debía tomar Neiba, de donde era originario el veterano general. Iba a proteger ese flanco y luego liderar parte de sus fuerzas en apoyo de Sánchez. Además, la expedición contó con el apoyo de milicianos haitianos de Mirebalais e Hincha (hoy Hinche), zonas cercanas a la frontera. No está claro por qué se movilizaron estos milicianos, aunque probablemente fue por iniciativa del gobierno haitiano.
Tabera encontró dificultades, ya que era impopular en el valle de Neiba debido a sus inclinaciones autoritarias y su deserción hacia Haití el año anterior. En cambio, Sánchez obtuvo el apoyo de personas influyentes de la Sierra, entre las que se destacó Santiago de Óleo. Por ello, no encontró obstáculos, cruzó El Cercado y pudo avanzar hasta Vallejuelo con la intención de caer sobre San Juan. Por su parte, Cabral tomó Las Matas de Farfán sin encontrar muchos obstáculos y se disponía a avanzar sobre San Juan.
Mientras tanto, Cabral recibió información de que el gobierno haitiano había decidido retirar el apoyo a los revolucionarios dominicanos, forzado por las amenazas de una escuadra española que estaba estacionada en la bahía de Puerto Príncipe. Ante esta situación, procedió a dar marcha atrás sin esperar la orden de Sánchez. Algunos de sus subordinados solicitaron permiso para ir a El Cercado a notificar a Sánchez. Al recibir la noticia, Sánchez también decidió dar marcha atrás, aunque consideró la posibilidad de ignorar la decisión de la regencia haitiana. Seguramente, la precipitada acción de Cabral le obligó a ordenar la retirada.
Pero Sánchez desconocía que los habitantes de El Cercado, que antes se habían aliado con él, también le retiraron su apoyo. Se habían considerado perdidos ante el fracaso de su empresa, y resolvieron salvarse del castigo del gobierno. Este acto acabaría sellando el destino de Sánchez. Cuando Sánchez partió hacia Haití, se sorprendió de que Santiago De Oleo no estuviera presente.  En cuanto a De Óleo, conocía la ruta exacta por donde se dirigirían Sánchez y sus compañeros, por lo que le tendió una emboscada.
Como no había tropas españolas en la zona, Sánchez y sus compañeros avanzaron confiados, pero fueron sorprendidos por una emboscada tendida por De Óleo en el cerro Juan de la Cruz, cerca de Hondo Valle, el 20 de junio. Los hombres opusieron resistencia, pero desgraciadamente, varios de los patriotas murieron en el acto, otros pudieron escapar, algunos de ellos heridos, mientras que el resto, un último grupo de 20 entre los cuales muchos resultaron heridos, fueron hechos prisioneros. En la refriega, Sánchez fue herido en la pierna y en la ingle, y Timoteo Ogando le ofreció un caballo para que lo llevara de regreso a Haití. Sánchez, sin embargo, se negó y finalmente también fue capturado. Los patriotas fueron llevados a San Juan, donde Santana ordenó que fueran juzgados. En realidad fue un juicio prefabricado, ya que desde Azua, Santana dirigía todo lo que sucedía en San Juan. El cabo segundo Antonio Peláez de Campomanes, el español de mayor rango en el gobierno, se opuso al juicio porque consideraba que la condena a muerte de los expedicionarios capturados iba a constituir un precedente desastroso que minaría el prestigio de España. 

### Juicio militar
El Consejo de Guerra estaba presidido por el general Domingo Lazala y otros cinco oficiales. El fiscal era el coronel Tomás Pimebtel y el secretario, Alejo Justo Chanlatte. Los defensores de los acusados fueron Cristóbal José de Moya y Banilejo José Soto. Durante el juicio, quedó claro que carecía de probidad. Sufriendo graves heridas, el amargado Sánchez trató de trasladar la totalidad de la expedición únicamente sobre sus hombros con la esperanza de que se perdonara la vida de sus seguidores a cambio de la suya, pero fue en vano. Su defensa fue muy poderosa; creyendo que sus acciones no podían ser juzgadas bajo la ley dominicana, y mucho menos bajo la ley española, la última de las cuales Sánchez argumentó, no se había ejecutado. En medio del juicio reprendió a uno de sus acusadores, Romualdo Montero, quien había sido uno de los traidores en Hondo Valle, por lo que las autoridades lo detuvieron y lo agregaron a Sánchez y sus compañeros. También reprendió al juez Lazala, acusándolo de guardarle rencor por motivos personales. El texto completo de su defensa es el siguiente:
Juez Presidente: Sé que todo está escrito.
A partir de este momento seré el abogado de mi causa. Tú, Domingo Lázala, designado para juzgar mi causa, intentas en vano humillarme. Lamento tener que recordarle en público que fui su abogado defensor ante los tribunales de Santo Domingo y logré que lo absolvieran cuando fue acusado como presunto autor del asesinato de uno de sus familiares del Cibao.
Cuando una facción se levanta contra cualquier orden del gobierno establecido, es deber de ese gobierno acercarse a esa facción hasta que investigue la razón de su protesta. Si esto tiene una base legítima, se deben abordar sus razones y, cuando no, las facciones deben ser castigadas de acuerdo con la ley.
Vengo al país con el firme propósito de preguntar a quien quiera si ha consultado el deseo de los dominicanos de anexar la Patria a una nación extranjera. ¿Por qué leyes seré juzgado?
¿Con los españoles que no han empezado a gobernar, ya que el protocolo establece un interregno de meses para que comiencen a regir las leyes del Reino, o con los dominicanos, que me mandan a apoyar la independencia y soberanía de la Patria?
¿Bajo qué ley se nos acusa? ¿En virtud de qué ley se solicita la pena de muerte para nosotros? ¿Invocar la ley dominicana? Imposible. La ley dominicana no puede condenar a quienes no han cometido otro delito que no sea querer quedarse con la República Dominicana. ¿Invocar la ley española? No tienes derecho a ello. Ustedes son oficiales del ejército dominicano. ¿Dónde está el código español bajo el cual nos condenó?
¿Es posible admitir que en el Código Penal español exista un artículo por el cual los hombres que defiendan la independencia de su país deben ser condenados a muerte?
Pero veo que el fiscal está pidiendo lo mismo para estos hombres que para mí, la pena capital. Si hay un culpable, el único soy yo. Estos hombres vinieron porque yo los conquisté.
Si va a haber una víctima, que sea yo solo... Yo fui quien les dijo que tenían que cumplir con su deber de defender la independencia dominicana, para que no se la robaran. Así que, si hay una sentencia de muerte, que sea solo contra mí.
He echado por tierra su acusación, fiscal. Para enarbolar la bandera dominicana era necesario derramar la sangre de la familia Sánchez; para bajarlo, se necesita a la familia Sánchez.
Ya que mi destino está resuelto, que se cumpla. Imploro la clemencia del Cielo e imploro la clemencia de esa excelsa Primera Reina de España, Doña Isabel II, en favor de estos mártires de la Patria... para mí, nada; Muero con mi trabajo.
En otro relato, también se citó a Sánchez diciendo:
Díganle a los dominicanos que muero con la Patria, por la Patria, y a mi familia que no se acuerden de mi muerte para vengarla.
A pesar de su templanza, Sánchez no pudo evitar vivir momentos de amargura. Así lo explica la carta a su esposa, Balbina Peña, aconsejándole que se asegure de que sus hijos no entren en política y se dediquen al comercio fuera del país. Para no ser cómplice de la ignominia, uno de los comandantes de las tropas españolas que había llegado a San Juan días antes, Antonio Luzón, decidió partir con su batallón en dirección a Juan de Herrera para realizar ejercicios.

## Ejecución
Según Moreta Castillo, el sacerdote Narciso Barrientos le dio la última comunión a Sánchez, y mientras lo hacía, Sánchez recitó el versículo 6 del Salmo 50: "Tobi soli peccavi et malum coram te feci" (Aquí está el que solo tiene pecado y te ha hecho mal). Mientras era conducido al patíbulo en una silla de manos, el patriota herido recitó el Salmo 50: "Miserere", pidiendo misericordia a Dios. Antes de ser fusilado, Sánchez le pidió al joven Avelino Orozco que lo ayudara a envolverse alrededor de la bandera dominicana, y al escuchar la orden "Fuego", Sánchez gritó aún más fuerte: "¡Finis Polonia! (Fin Polonia)." Esto fue en referencia al final de la República y evocando al patriota polaco Tadeusz Kościuszko en la batalla de Maciejowice. Sánchez, dos veces héroe y padre fundador de la República Dominicana, fue asesinado a tiros el 4 de julio de 1861, en San Juan de la Maguana, a la temprana edad de 44 años. Sánchez, al igual que varios de sus compañeros, murió con el primer disparo. Otros no tuvieron tanta suerte y fueron rematados con machetes y palos. Los generales anexionistas Eusebio Puello y Antonio Abad Alfau observaron impasibles la salvaje ejecución.  Entre otros, estaban: Félix Mota, Domingo Piñeyro Boscán, Rudecindo de León, Francisco Martínez, Julián Morris y Morris, Juan Erazo, Benigno del Castillo, Gabino Simonó Guante, Manuel Baldemora, José Antonio Figueroa, Pedro Zorilla, Luciano Solís, José Corporán (o Ciprián), Juan Gregorio Rincón, José de Jesús Paredes, Epifanio Jiménez (o Sierra), Juan Dragón, León García y Juan de la Cruz.

### Consecuencias
La ejecución de Sánchez conmocionó a toda la isla. Envió un mensaje claro a los patriotas sobre el destino de cualquiera que se atreviera a desafiar el dominio español. Sin embargo, la lucha por la independencia continuó aumentando a medida que surgía una nueva era de patriotas que se unían a la causa, desencadenando así el interludio de la Guerra de Restauración Dominicana.
Tras la muerte de Sánchez, su hermana Socorro fue exiliada a Santo Tomás durante dos años. Cuando regresó a la República Dominicana en 1863, fue encarcelada durante un año por su franqueza contra el régimen.
Gregorio Luperón, un patriota puertoplateño de 22 años, expresó su oposición a la presencia española en República Dominicana y fue arrestado. Sin embargo, logró escapar de la cárcel y buscó refugio en Estados Unidos, y más tarde en Haití. Regresó al país a través de Monte Cristi, donde comenzaría su revuelta contra el dominio español, y Pedro Santana, que en ese momento gobernaba el país bajo una dictadura militar, en apoyo de España.
Duarte, al enterarse de la anexión del país a España, regresó una vez a su tierra natal para participar en la lucha por la independencia. Mella, a pesar de su desmoronamiento financiero y su enfermedad, también se unió a la causa para liberar a la República Dominicana de España. Finalmente, estas acciones, así como las de muchos otros, dieron sus frutos. En 1865, la reina Isabel II, al darse cuenta de que no podía enfrentarse a los dominicos, retiró su apoyo y retiró las tropas que le quedaban del país, restaurando así la independencia de la nación y poniendo fin a la última amenaza española a la República Dominicana. Sánchez nunca vivió para ver que esto sucediera.

## Legado
El legado de Sánchez está grabado para siempre en la memoria de la República Dominicana. Sus contribuciones a la política, al nacionalismo y a los ideales de un estado dominicano independiente lo marcaron como un verdadero ícono para la nación. Algunos historiadores lo han acreditado como el verdadero padre de la patria debido a su condición de líder del movimiento independentista tras el exilio de Duarte en Venezuela. Muchos dominicanos incluso lo consideran el más fuerte de los padres fundadores. Valiente, honesto, audaz y descarado, las cualidades de Sánchez lo distinguieron de muchos patricios, haciendo el honorable acto de sacrificar su vida por la nación.
En 1875, los restos de Sánchez fueron exhumados del cementerio municipal de San Juan y llevados a la Catedral Primada de América, colocándose así la Capilla de los Inmortales. Posteriormente, en 1944, fueron llevados a la Puerta del Conde, junto a los de Duarte y Mella. Desde 1976, descansan en un mausoleo de mármol llamado Altar de la Patria, que se encuentra en el Parque Independencia de la ciudad de Santo Domingo. Entre sus legados más reconocidos se encuentra:
- Estar enterrado en un mausoleo, el Altar de la Patria, en la Puerta del Conde junto a Duarte y Mella, lugar del inicio de la Guerra de la Independencia.
- En la provincia de Samaná, la ciudad de Sánchez lleva su nombre en su honor.
- Muchas escuelas en la República Dominicana llevan su nombre.
- Las calles de muchas partes de la República Dominicana llevan su nombre.
- Un barrio de Santiago de Los Caballeros lleva su nombre en su honor.
- En San Juan de la Maguana, (en la actual provincia de San Juan), lugar donde Sánchez fue ejecutado, un parque lleva su nombre y una estatua conmemorativa dedicada a su legado.
- Sánchez está representado en la moneda de 5 pesos dominicanos; también aparece representado en el billete de 100 pesos dominicanos junto a Duarte y Mella.
- Un himno nacional titulado "Himno a Francisco del Rosario Sánchez" está dedicado a su legado.
- La Orden al Mérito de Duarte, Sánchez y Mella lleva en parte, su nombre

## Controversias
De la famosa tríada dominicana considerada, Sánchez es sin duda el padre de la patria que más ha atraído especulaciones, teorías y sobre todo controversias. Esto se debe principalmente a ser el único que no pertenecía a la clase criolla del país. Entre los argumentos más usados por sus defensores, esta el de su origen étnico. Debido a su pasado paterno relacionado estrechamente con la esclavitud y rasgos físicos, afirman muchos que algunos autores e historiadores han tratado de borrar esas memorias y hacerlo ver como un hombre tri-racial (de origen Europeo, Indígena y Africano) en vez de mulato. Tales hazañas han llegado a puntos donde incluso se ha distorsionado su fisionomía a través de pinturas, cuadros, bustos, estatuas y bosquejos, mostrando usualmente una imagen de Sánchez con la piel clara y pelo lacio en vez de una de piel oscura y pelo crespo, como era en realidad. Un ejemplo claro de este caso sería con la famosa pintura hecha por el artista Radhamés Mejía, inspirada en la única fotografía que se le tomo a Sánchez en vida, la cual muestra una versión extremadamente alejada de como lucía el patricio en persona. Actualmente, el trabajo de Mejía esta catalogada como su imagen más famosa mundialmente, usada además de manera oficial alrededor del país, de la que están incluidas edificios gubernamentales, escuelas, embajadas, museos, libros, documentales, entre muchos otros. El segundo ejemplo más destacable esta en la estatua de mármol ubicada en el Altar de la Patria, de la que muchos se han quejado al no parecerse a Francisco del Rosario Sánchez, si no un hombre ajeno al de facciones europeas.
Paralela y curiosamente, tanto aquel retrato como la estatua fueron completadas en los años setenta, una época plagada de discursos nacionalistas con cierta radicalización, primariamente influenciados por el Doctor Joaquín Balaguer, quien era presidente para esa época. Varias peticiones han sido exigidas por grupos liberales para cambiar tal estatua, pero no han recibido respuestas por el gobierno dominicano hasta la fecha. Para bien o para mal, y a pesar de todo lo anterior, el origen mulato de Sánchez es cada vez más aceptado por cualquier sector de la sociedad dominicana en lo que lleva del siglo XXI, argumentado también por un pequeño sector ideológico, que Sánchez además de tener que ser el único padre de la patria, también es la representación de la identidad nacional. 
Otra controversia relacionada con este patricio ocurrió en 2024, para ser más específicos, en un programa radial llamado "estonoesradioshow" con cierta fama a nivel nacional. En un video publicado el 30 de enero, dos jóvenes historiadores llamados Julio César Valentín y Edwin Peña, quienes se habían vuelto previamente virales debido a sus videos sobre temas relacionados en su podcast "Quebrando La Inercia", son invitados para charlar sobre los mitos y verdades ocultas de los padres de la patria, donde el que más se dio a destacar fue nada menos que Sánchez. Entre los puntos presentados por ellos, estaban las claras traiciones que cometió, siendo fiel durante cortos periodos a quienes habían traicionado los ideales de Juan Pablo Duarte. Entre aquellas figuras se encontraban las más famosas, siendo Buenaventura Báez y Pedro Santana, ambos considerados en los libros de historia como traidores de la patria. Además de esos hechos, narraron las enemistades ocurridas entre la misma tríada al igual que sus diferencias. El caso del juicio de Antonio Duvergé y como fue Sánchez el fiscal de ese proceso, poniendo a Duvergé en riesgo de morir fue un tema que igualmente se discutió abiertamente. En general, el propósito era resaltar las cualidades que los hacían seres humanos en vez de simples deidades sin ningún tipo de defecto, como se les representa usualmente por los medios dominicanos. Ante tal video que desato polémica en las redes, varios descendientes de Sánchez salieron a defender la posición de su ancestro en el mismo programa un par de días después, a pesar de que sus declaraciones no fueron del agrado de muchos debido a su forma de expresarse, en la que incluso llegaron amenazar a los jóvenes con violencia física. Entre los presentes estaban José Antonio Sánchez (tataranieto) y Carlos Sánchez Eduardo Robiou (tataranieto). Esto no marca la primera vez que descendientes del patricio del cercado discrepan con las opiniones públicas de otros en contra de él, puesto que en tres ocasiones anteriores, casos similares habían ocurrido relacionados con historiadores y autores dominicanos y sus diferencias con los hijos y nietos de Sánchez.

## Única fotografía existente
Según el historiador Ramón Lugo Lovatón, en su documentada biografía titulada “Sanchez”, en dos tomos (1947), que el prócer era una persona modesta, quien no era dado a ningún tipo de ostentaciones. Ya de regreso al país, tras su primer exilio de 4 años (1844-1848), jamás reclamó honores por su destacada participación en el proceso que culminó en la creación de la República Dominicana. Después que en el país se instaló el primer taller de daguerrotipos, Sánchez nunca mostró interés por retratarse, a pesar de que, según se dice, hasta su esposa Balbina insistió en que lo hiciera.
Fue la señora Encarnación Echavarría, esposa del poeta trinitario Félix María del Monte (a quienes los unía el vínculo del compadrazgo), quien mediante una estratagema hizo posible el único retrato conocido del futuro Mártir de San Juan. En cierta ocasión, doña Encarnación le pidió a su compadre Francisco que la acompañara a un lugar, pero que necesitaba que éste se trajeara formalmente porque asistirían a una actividad de alto nivel social. Y fue así como logró llevar a Sánchez a uno de los primeros talleres fotográficos que existieron en Santo Domingo. Esto debió ocurrir entre 1854 y 1858, pues se debe recordar que al siguiente año Sánchez de nuevo volvió al exilio para regresar en junio de 1861, armas en manos, a luchar contra la anexión a España.
El daguerrotipo hecho a Sánchez lo conservó en el historiador José Gabriel García, y de éste lo obtuvo el pintor y escultor Abelardo Rodríguez Urdaneta, que fue quien “sacó de la plancha metálica un negativo que retocó cuidadosamente hasta lograr la primera fotografía revelada de Sánchez”. Lugo Lovatón refiere que esa primera fotografía de Sánchez es esa en que “figura sentado en una silla que apenas se ve y apoyado el antebrazo derecho en la punta de una mesa cubierta con un tapete. Aparece en ella vestido con levita, prenda muy en uso entonces, con chaleco blanco de etiqueta, de forma cuadrada, camisa del mismo color, de cuello amplio, blando y vuelto y una corbata negra de lazo mal anudada”.